# Veton Berisha
Veton Berisha (ur. 13 kwietnia 1994 w Egersund) – norweski piłkarz pochodzenia kosowskiego grający na pozycji napastnika, zawodnik norweskiego klubu Molde FK.

## Życiorys
Jest bratem Valona Berishy, także piłkarza i reprezentanta Kosowa.

### Kariera piłkarska
Swoją karierę piłkarską Berisha rozpoczął w klubie Egersund IK. W 2010 zadebiutował w nim w 3. divisjon (IV poziom rozgrywkowy). W 2011 przeszedł do Vikinga. Swój debiut w klubie ze Stavanger zanotował 19 maja 2011 w przegranym 1:3 wyjazdowym meczu z Tromsø IL. W zespole Vikinga grał do lata 2015 roku.
Latem 2015 Berisha przeszedł na zasadzie wolnego transferu do niemieckiego drugoligowego klubu SpVgg Greuther Fürth. W nim zadebiutował 25 lipca 2015 w wygranym 1:0 domowym meczu z Karlsruher SC Zawodnikiem Greuther Fürth był do lata 2017.
W sierpniu 2017 roku Berisha odszedł za kwotę 1,5 miliona euro do Rapidu Wiedeń. W zespole Rapidu zadebiutował 10 września 2017 w zremisowanym 2:2 wyjazdowym meczu z zespołem Red Bull Salzburg.
30 marca 2019 podpisał kontrakt z norweskim klubem SK Brann. 20 stycznia 2020 powrócił do Vikinga. W lipcu 2022 przeszedł do Hammarby IF za 2 miliony euro. W Allsvenskan zadebiutował 31 lipca 2022 w przegranym 1:2 spotkaniu z IFK Värnamo. W styczniu 2023 został zawodnikiem Molde FK.

### Kariera reprezentacyjna
Berisha grał w młodzieżowych reprezentacjach Norwegii na różnych szczeblach wiekowych. W reprezentacji Norwegii zadebiutował 29 maja 2016 w przegranym 0:3 towarzyskim meczu z Portugalią, rozegranym w Porto.

## Statystyki

### Klubowe
| Sezon   | Klub                 | Kraj     | Rozgrywki     | Mecze | Gole |
| ------- | -------------------- | -------- | ------------- | ----- | ---- |
| 2010    | Egersunds IK         | Norwegia | 3. divisjon   | 21    | 1    |
| 2011    | Viking FK            | Norwegia | Tippeligaen   | 12    | 1    |
| 2012    | Viking FK            | Norwegia | Tippeligaen   | 21    | 7    |
| 2013    | Viking FK            | Norwegia | Tippeligaen   | 22    | 4    |
| 2014    | Viking FK            | Norwegia | Tippeligaen   | 25    | 1    |
| 2015    | Viking FK            | Norwegia | Tippeligaen   | 14    | 11   |
| 2015/16 | SpVgg Greuther Fürth | Niemcy   | 2. Bundesliga | 33    | 8    |
| 2016/17 | SpVgg Greuther Fürth | Niemcy   | 2. Bundesliga | 26    | 3    |
| 2017/18 | SpVgg Greuther Fürth | Niemcy   | 2. Bundesliga | 4     | 0    |
| 2017/18 | Rapid Wiedeń         | Austria  | Bundesliga    | 27    | 4    |
| 2018/19 | Rapid Wiedeń         | Austria  | Bundesliga    | 17    | 3    |
| 2019    | SK Brann             | Norwegia | Eliteserien   | 26    | 3    |
| 2020    | Viking FK            | Norwegia | Eliteserien   | 28    | 16   |
| 2021    | Viking FK            | Norwegia | Eliteserien   | 28    | 22   |
| 2022    | Viking FK            | Norwegia | Eliteserien   | 12    | 8    |
| 2022    | Hammarby IF          | Szwecja  | Allsvenskan   | 14    | 4    |
| 2023    | Molde FK             | Norwegia | Eliteserien   | 22    | 5    |
| 2024    | Molde FK             | Norwegia | Eliteserien   | 1     | 0    |